# Jacopo Barozzi da Vignola
Jacopo (lub Giacomo) Barozzi da Vignola (ur. 1 października 1507 w Vignoli, zm. 7 lipca 1573 w Rzymie) – włoski architekt i teoretyk architektury, znany także jako Vignola, jeden z najwybitniejszych architektów II połowy XVI wieku.

## Życiorys
Początkowo studiował malarstwo w Bolonii. Następnie zajął się architekturą, pogłębiając wiedzę przez studia nad rzymskimi świątyniami antycznymi. W latach 1541–1543 przebywał na dworze Franciszka I w Fontainebleau. Od 1543 działał w Rzymie, gdzie pracował z Michałem Aniołem, który wywarł duży wpływ na styl Vignoli.
Jego głównymi projektami są: Villa Giulia (1551–1553, wraz z Ammanatim), oratorium S. Andrea (1554), kościół Il Gesù w Rzymie; Villa Farnese w Caprarola (1559, ukończony po jego śmierci). Po śmierci Michała Anioła w 1564 Vignola przejął kierownictwo budowy bazyliki św. Piotra na Watykanie.
Twórczość architektoniczna Vignoli łączy cechy renesansowe, manierystyczne i wczesnobarokowe. Jako teoretyk architektury, był autorem ważnego traktatu "O pięciu porządkach w architekturze" (Regola delli cinque ordini dell' architettura, 1562, wydanie polskie w 1955) wzorowanego na Witruwiuszu, oraz wydanego pośmiertnie Due regole della prospettiva pratica ("Dwie reguły praktycznej perspektywy", Bolonia 1583). Zmarł w Rzymie, został pochowany w Panteonie.

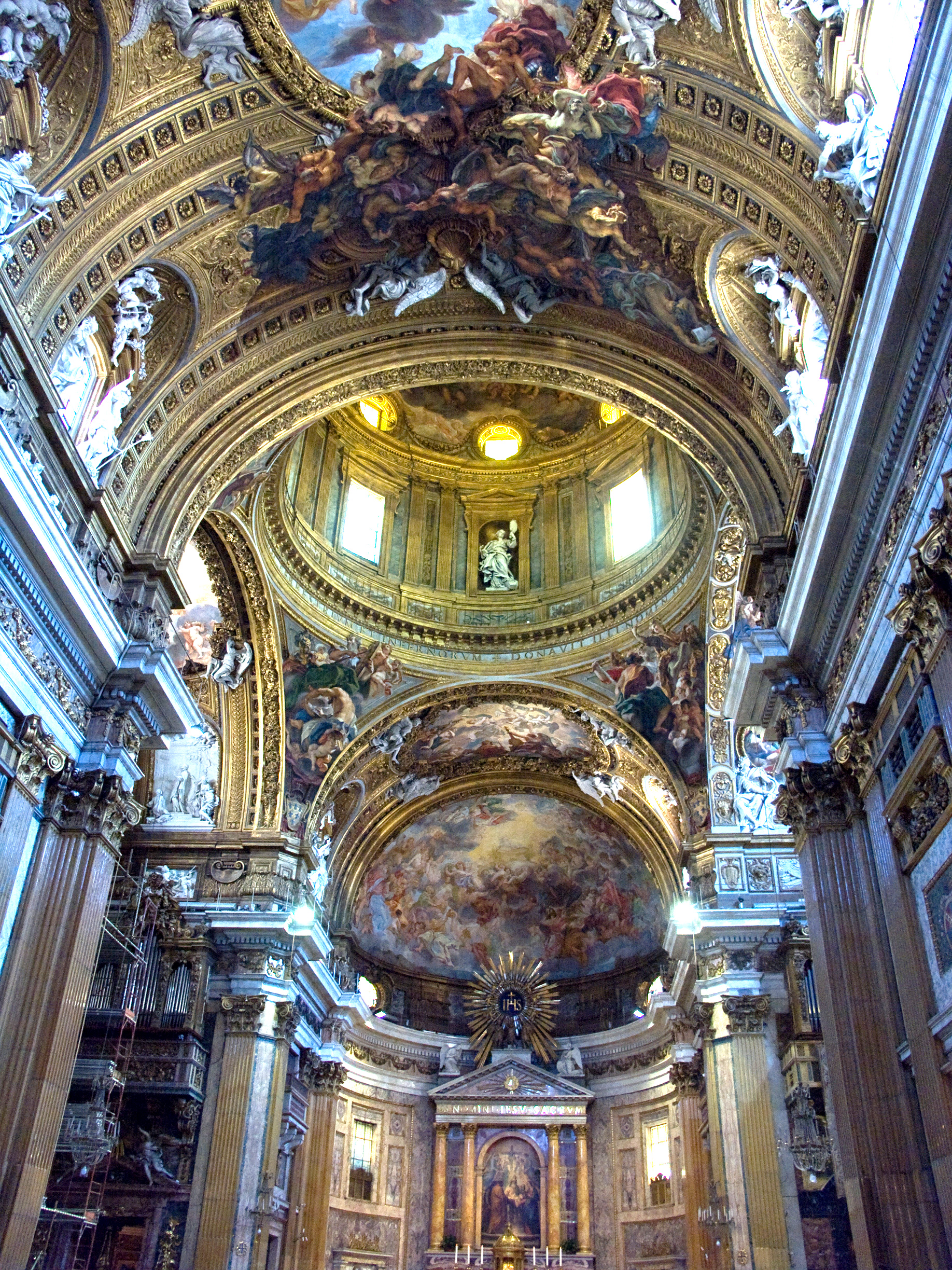
Jezuicki kościół Il Gesù, 1568–1580; transept
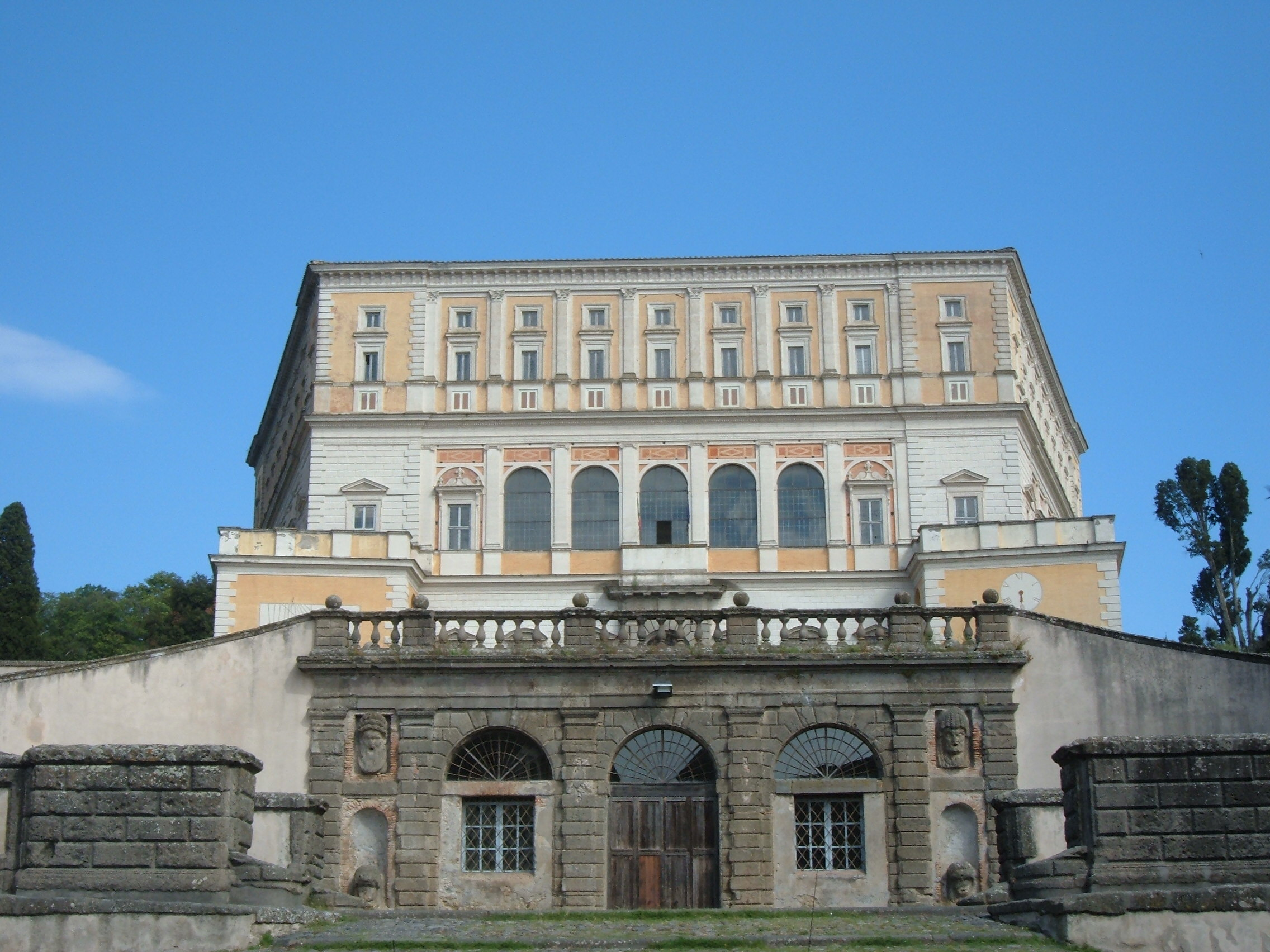
Palazzo Farnese w Caprarola
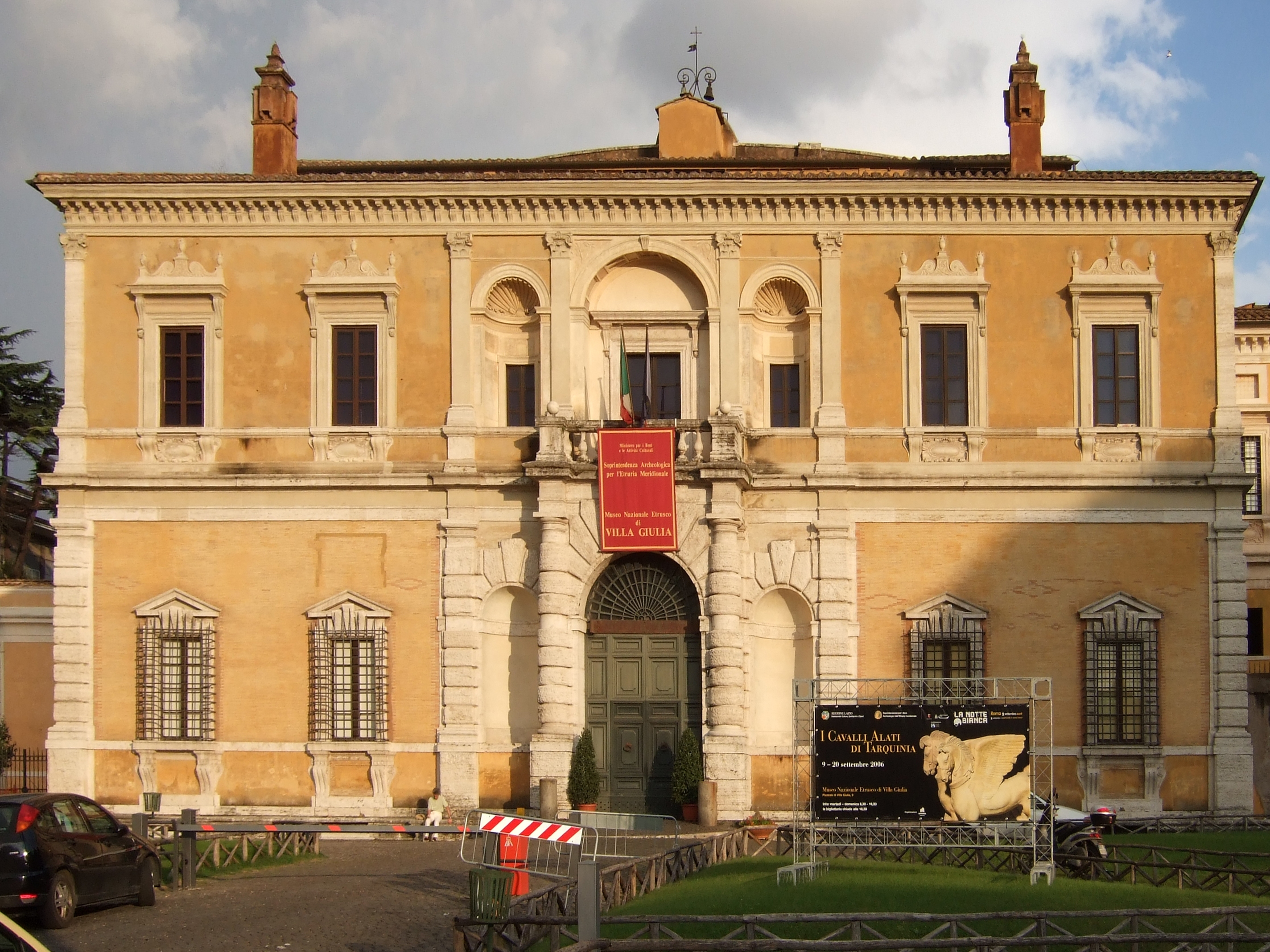
Villa Giulia
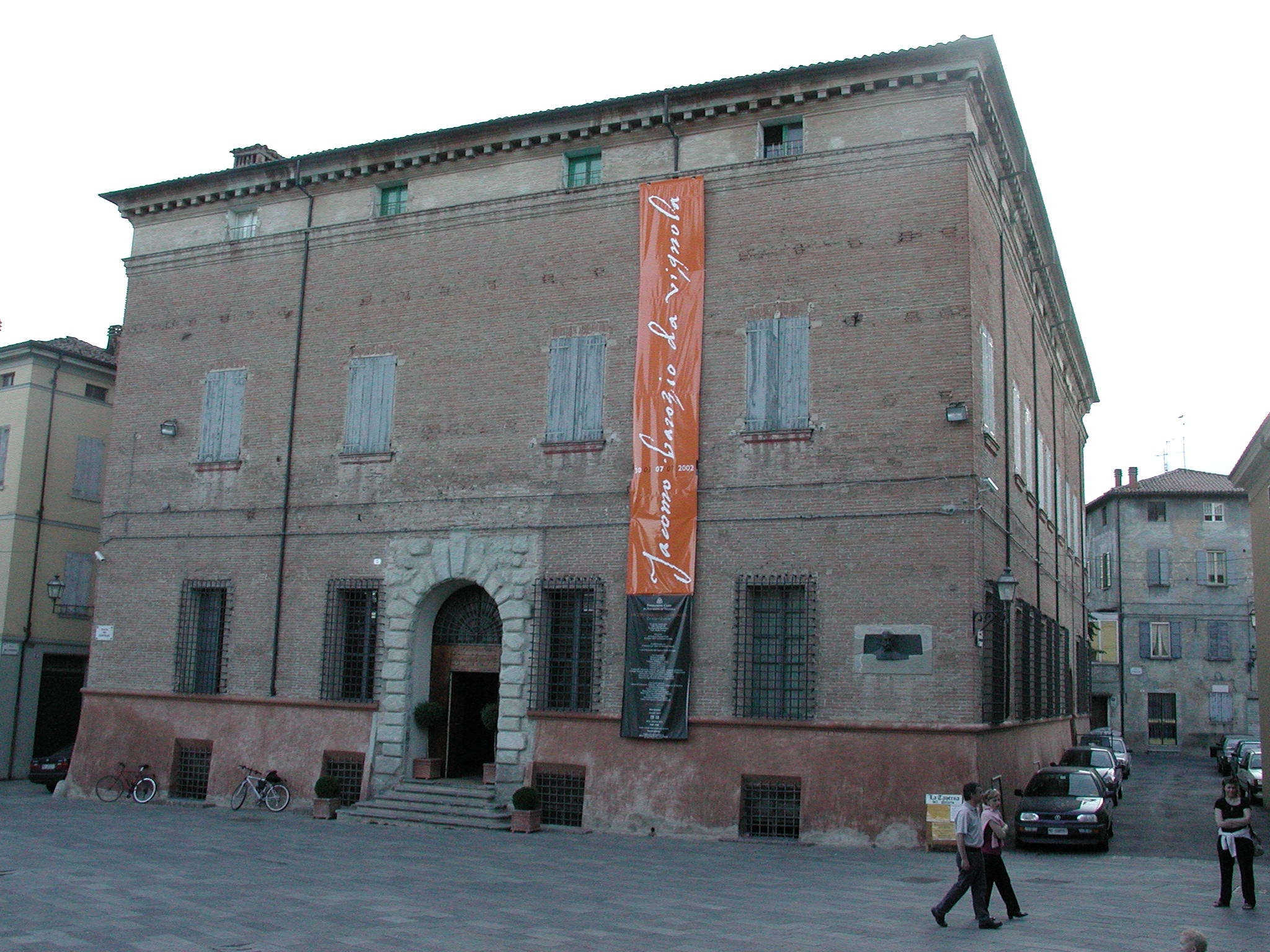
Pałac Barozzi
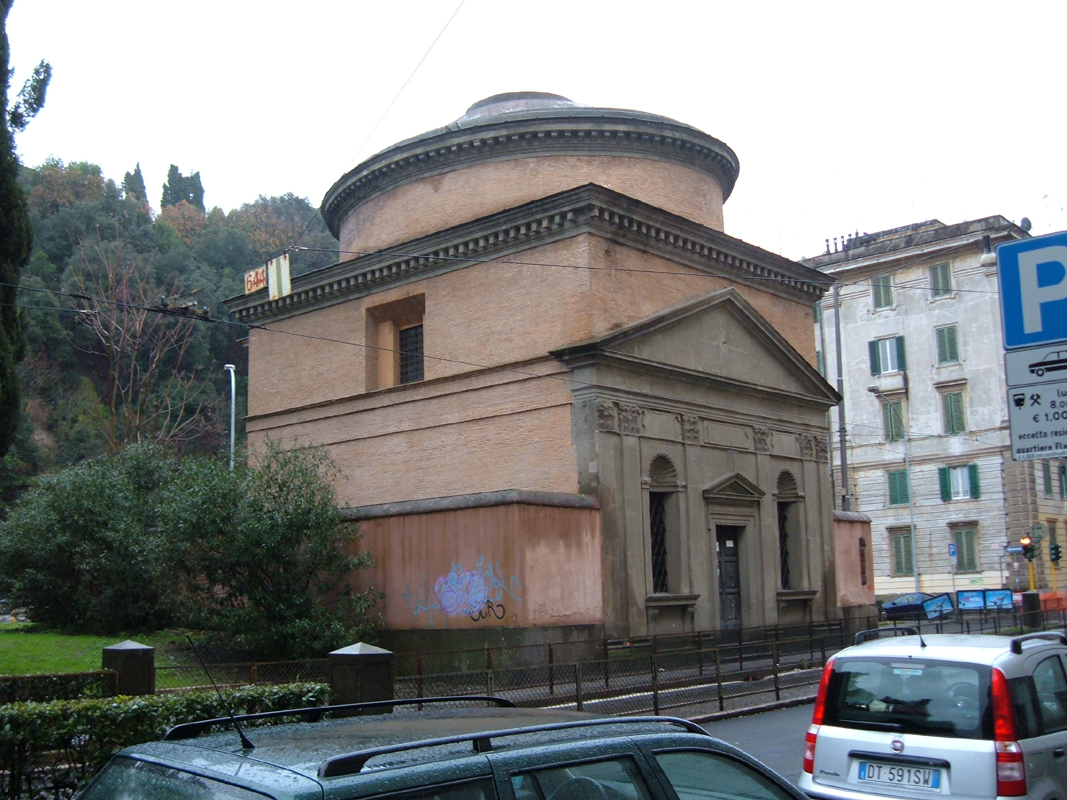
Kościół Sant’Andrea przy Via Flaminia
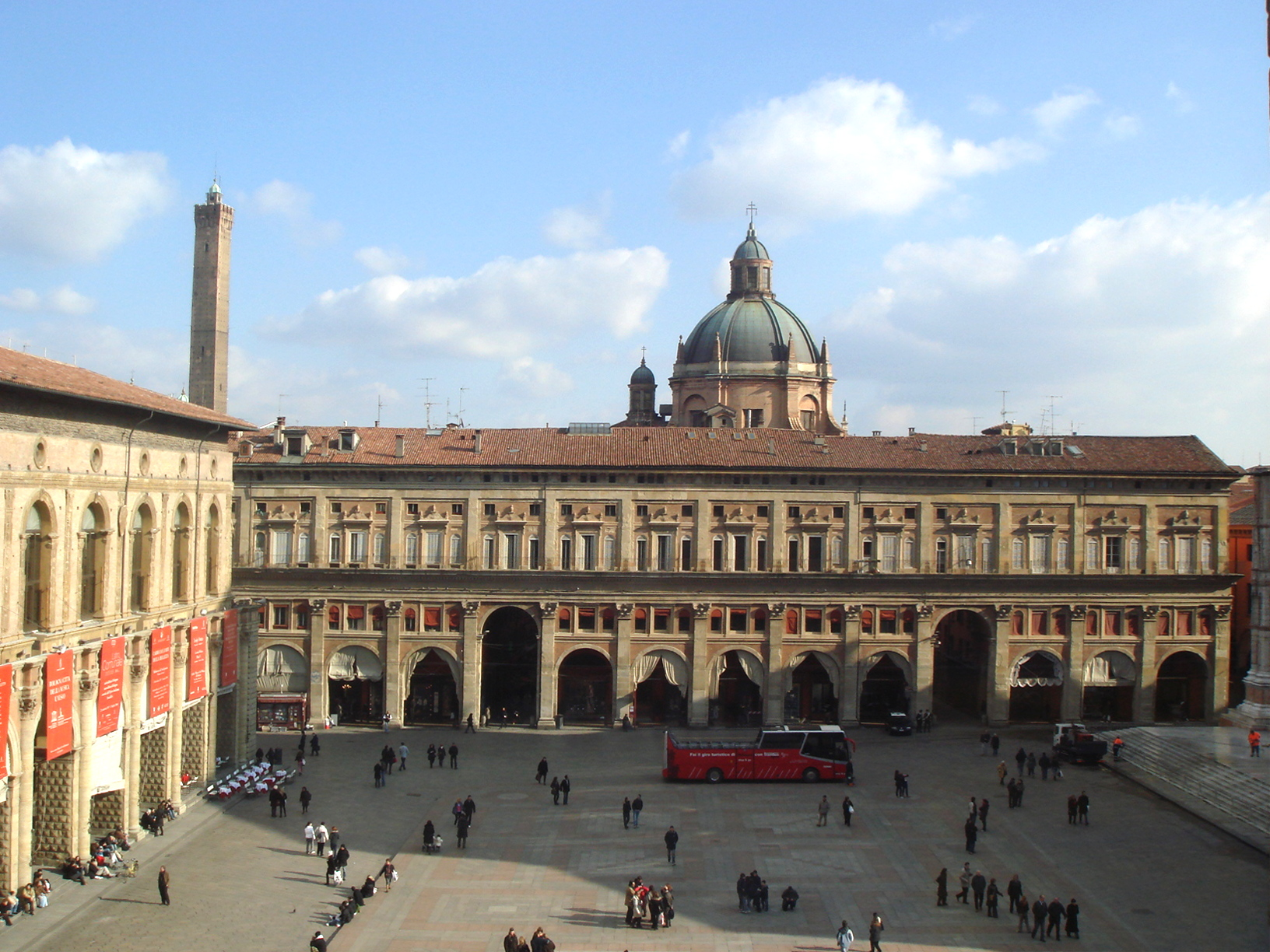
Palazzo dei Banchi, Bolonia